# 돗토리 공항
돗토리 공항(일본어: 鳥取空港, IATA: TTJ, ICAO: RJOR)은 일본 돗토리현 돗토리시에 있는 공항으로 돗토리 사구 코난 공항이라는 애칭으로도 알려져 있다.

## 운항 노선
| 항공사     | 목적지       |
| ---------- | ------------ |
| 전일본공수 | 도쿄(하네다) |